# Шаки (река)
Шаки (јерм. Շաքի) је малена река на југу Јерменије, у марзу Сјуник. Улива су у реку Воротан, 6 km северно од града Сисијана. Дужина овог водотока је свега 18 km. Храни се искључиво из подземних извора.
Река је најпознатија по свом водопаду, висине 18 метара који је један од највиших и најлепших у Јерменији. Ширина водопада је 40 метара.